# Omar ibne Idris
Omar ibne Idris (Umar ibn Idris) foi nobre idríssida do século IX, filho e irmão dos califas Idris II (r. 808–828) e Maomé I (r. 828–836).

## Vida
Omar era um dos filhos mais velhos de Idris II (r. 808–838) e irmão de 11 homens. Com a morte de Idris e a ascensão de Maomé I em 828, por sugestão de sua avó Canza, Maomé cedeu a seus irmãos partes do Califado Idríssida como seus apanágios; a Omar, cedeu o país dos sanhajas e gomaras do Rife. A divisão, no entanto, logo trouxe rivalidades, e seu irmão Issa declarou revolta ao califa, que enviou Alcácime contra ele, mas o último se recusou a lutar. Omar se encarregou de lidar com eles, derrotando e obrigando-os a fugir. Em recompensa, o califa lhe deu o governo de Tânger e dos domínios dos irmãos. Ao morrer em setembro/outubro de 835, seu corpo foi sepultado em Fez e Maomé deu seu apanágio a seu filho Ali ibne Omar. Se sabe que Omar teve outro filho chamado Idris.